# 大山窯

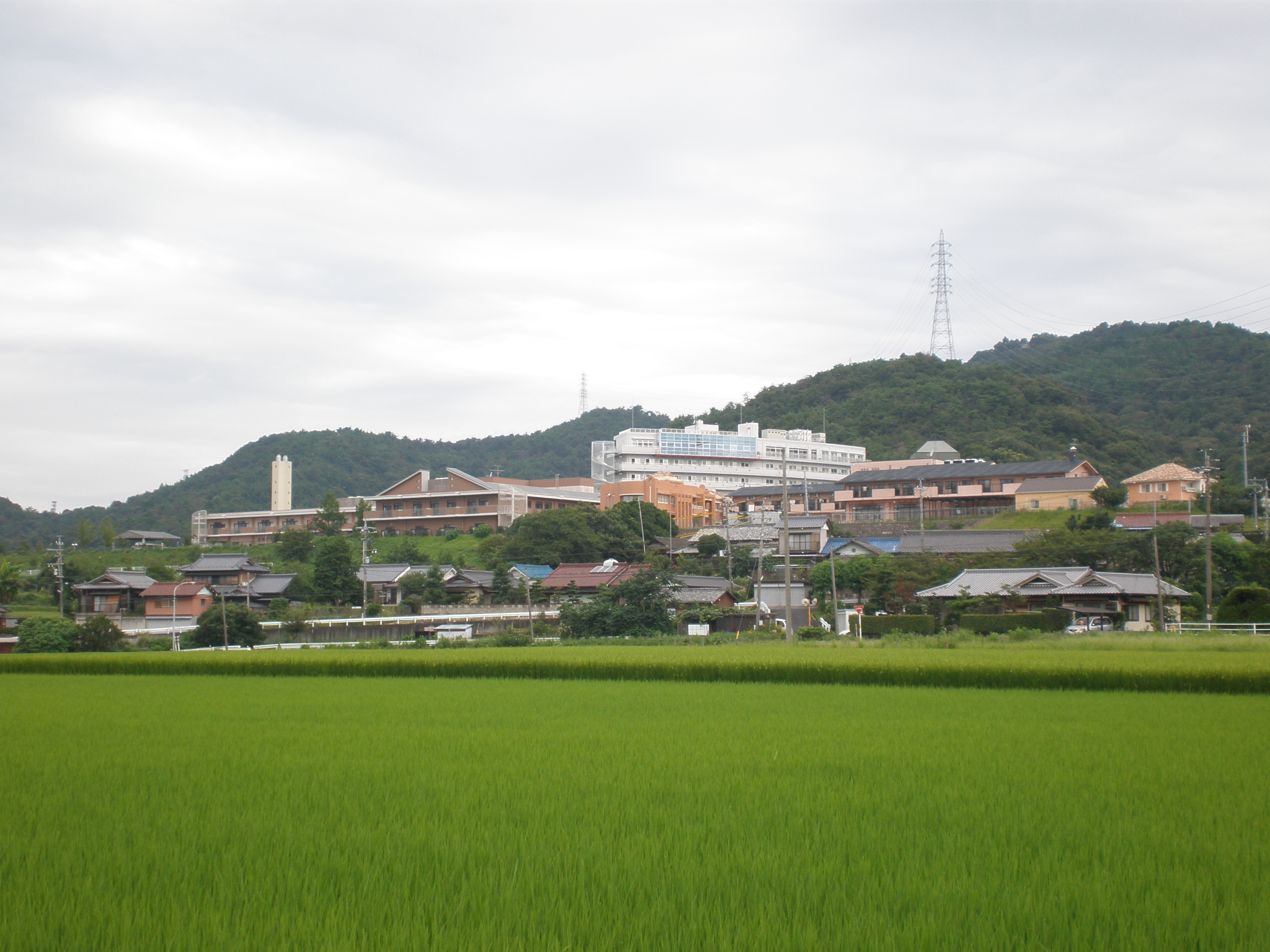
かつて大山窯があった場所。現在は福祉施設が集まる「福祉の郷」（ふくしのさと）と呼ばれている。

大山窯（おおやまよう）は、かつて愛知県小牧市の大山地区に存在した明治時代の窯跡である。1872年（明治5年）に作られ、1910年（明治43年）に廃業するまで、色々な種類の陶磁器を生産していた。窯は全部で3つ見つかっており、隣り合うように並んでいた。1994年（平成6年）に本格的な調査が行なわれた後取り壊され、現在は遺跡のあった場所には複数の福祉施設が建てられている。

## 歴史
- 1872年（明治5年） - 建設
- 1910年（明治43年） - 廃業
- 1994年（平成6年） - 小牧市による本格的な調査実施

## 所在地
- 愛知県小牧市大字大山地内

## 交通手段
- こまき巡回バスの福祉の郷（ふくしのさと）停留所下車。

## 関連書籍
- 『篠岡村誌』篠岡村誌編纂部/編（篠岡村誌編纂部、1927年）
- 『愛知県小牧市遺跡範囲確認調査報告書4』小牧市教育委員会/編（小牧市、1995年3月）
- 『大山窯発掘調査報告書 1997』中嶋隆、坪井裕司、浅野友昭/編（小牧市教育委員会、1997年3月）